# Особистість в історії
Особистість в історії — сукупність уявлень про місце людини в плині історичного часу та простору, зокрема, щодо її колективних, групових і персональних ролей, суспільних, професійних, родинних практик, реальних і можливих життєвих сценаріїв, пов'язаності конкретної особистості з відомими подіями, явищами, процесами, фактами тощо.

## Первісне усвідомлення
Первісне усвідомлення місця людини в минувшині спиралося майже виключно на міфологічне підґрунтя, зокрема, освячувало й фіксувало усталені соціальні практики: божественне призначення фараонів та інших правителів держав Стародавнього Сходу; посередництво між богами й людьми, котре відводилося касті чи прошарку жерців; визначення служби володарям належною лише чиновникам і воїнам (напр., відомі давньоєгипетські повчання учням писарів, в яких обстоювалося привілейоване становище писаря в тогочасному суспільстві), а невільної праці — рабам. При цьому людина виступала лише як найменша частинка неподільного соціального цілого давньосхідних суспільств. Утім, навіть міфологічна свідомість наділяла низку легендарних чи напівлегендарних персонажів винятковими здібностями й особливим призначенням (Гільгамеш, Прометей), що виказувало початкове розуміння мінливості людських ролей на сцені історії.

## Доба античності
Істотний злам в історичній свідомості стався в добу античності, зокрема за часів Стародавньої Греції. Насичена й багата «просторова історія» понад 600 державних утворень у межах відносно невеликого простору й часу (вважають, що тільки Арістотель із групою учнів вивчив лад 158-ми держав), швидкоплинність політичного буття (від монархії до демократії чи, навпаки, від демократії до олігархії), надзвичайна інтенсивність культурного і духовного життя спричинилися до формування античного типу людини — громадянина, якому було властиве розмаїття соціальних ролей. Отож особистість, хоч і розглядалася як частка античного Космосу, проте вже сприймалася як самодіяльна істота. Відтак зумовленість звичних сценаріїв буття помітно трансформувалася, позаяк дедалі більше асоціювалася з персональними чеснотами й рисами тієї чи іншої особистості, її діями та вчинками, які засуджувалися чи, навпаки, оспівувалися, визнавалися взірцевими, гідними наслідування в письмовій традиції. Наприклад, із діяннями стратега Перікла часто-густо ототожнюють усю добу вищого розквіту афінської демократії — «часи Перікла» («вік Перікла»). Водночас життєві сценарії особистості пов'язувалися з певними соціо- та етнокультурними вимірами, які відображали конфлікти еллінського й варварського світів, політичних і культурних традицій, суспільних практик тощо. Приміром, відомий опис Геродотом убивства скіфами свого царя Скіла, котрий запозичив давньогрецькі звичаї й тим самим зневажив місцеву культуру. Мішанина культурних традицій за доби еллінізму та римської епохи помітно змінила звичні життєві сценарії особистості, яка іноді досягала вершин влади з найнижчих верств. Так, майбутній римський імператор Гай Аврелій Валерій Діоклетіан був сином вільновідпущеника, себто раба, якому подарували волю. За доби античності сформувалися й певні канони висвітлення діянь визначних особистостей, як правило, імператорів, царів, правителів. Наприклад, Плутарх своїми знаменитими порівняльними життєписами та Гай Светоній Транквіл працею про життя цезарів внесли до письмової традиції моралістичні розумування, повчальні екскурси, естетичні замальовки, патетичні включення, анекдотичні подробиці тощо.

## Вплив християнства
Нову систему координат щодо осмислення місця та ролі О. в і. ввело християнство. Власне, християнство розділило світ історії на Божий та людський рівні: сакральне, святе - і буденне, профанне; зокрема трансформувало саму історичну свідомість, яка стала теоцентричною. Життєвий шлях особистості розглядався, тлумачився й оцінювався із сакральних канонів. Відтак з'явився особливий вид церковної літератури — агіографія — життєписи канонізованих світських і духовних осіб, що супроводжувалися християнськими повчаннями, молитвами тощо. Зокрема, на теренах Київської Русі ширилися як перекладні візантійські та південнослов'янські агіографії (Феодора Студита, Стефана Сурозького, Іоанна Готського та ін.), так і місцеві житія князів Бориса і Гліба, великого князя київського Володимира Святославича, великої княгині київської Ольги, Феодосія Печерського та ін. Зрештою, сутність середньовічної людини вбачали в тій частці духовного, Божого вогню, котра долає межі тілесної оболонки й освячує її. За доби середньовіччя істотно звузилася версіальність життєвих сценаріїв тогочасної особистості, яка значною мірою залежала від її місця в становій ієрархії. На перший план висунулися постаті європейських монархів, найзаможнішої аристократії, вищі верстви духовенства, діяння яких найповніше висвітлювалися в літописній традиції. Натомість нижчі стани населення посіли становище «мовчазної більшості» (термін російського медієвіста А.Гуревича), імена деяких представників якої лише епізодично й випадково потрапляли до анналів, хронографів та літописів.

## Доба Відродження
Новий злам істор. свідомості відбувся в добу Відродження, яка вирізнялася становленням індивідуальності в культурі й духовності, котра прагне висловити своє «Я». Заразом поширилися рефлективні компоненти соціогуманітарного знання, завдяки яким людина прагнула осягнути індивідуальні дії й колективні реакції на авансцені історії, зокрема їхню ретроспективність, відмінність різних історичних епох (Ф.Бьондо, Л.Валла, Ф.Гвіччардіні, Н.Макіавеллі та ін.). Більше того, призначення історії, поряд із філософією й риторикою, вбачали в тому, щоб виховувати, плекати особистість. Отож особистість постала як духовна й культурна істота, яка логічно й раціонально мислить та посідає певне становище в суспільстві, себто є людиною соціальною. Водночас виникла групова свідомість інтелектуалів доби Відродження, яка сполучала спільні культурні, духовні та мисленнєві компоненти свідомості. Вважають, що саме поняття «особистість» з'явилося в Західній Європі не раніше 17 ст. як вислід усвідомлення соціальної й духовної природи людини, точніше її соціальних та культурних практик. У Росії цей термін увів історик М.Карамзін.

## Доба Просвітництва
У Просвітництва добу історична людина сприймалася в контексті природно-правового мислення, зокрема універсального Ratio та натуралістичного Права. Відтак визначні постаті минувшини розглядалися з перспективи моралістичних прикладів або прагматичних стратегій поведінки, позаяк історія мала бути своєрідною вчителькою життя. Тому увага відомих просвітницьких мислителів та інтелектуалів зосереджувалася на проблемах життя окремої особистості чи на ідеальних завданнях усього людства. Натомість неповторні явища та суперечливі постаті минувшини здебільшого залишалися поза межами раціоналістичного історіописання. Проте пізньопросвітницькі ідеї підважили віковічні засади станового та ієрархічного суспільства. Вони спричинилися до дискусій щодо конфлікту «природного стану» із цивілізацією, себто первісної людини й тогочасної особистості, поширення ідеалів персональної автономії, суспільного середовища людського побутування, народоправства (демократії) та ін. Загалом просвітницька критика була скерована супроти обскурантизму, невігластва, забобонів, схоластичних догматів, з якими пов'язувалися моральні чесноти людини (приміром надмірного аскетизму). Натомість обстоювалася думка про особисті заслуги як критерій честі й достоїнства людини-громадянина. Власне, Просвітництво виплекало ідеал «просвітницького володаря». Прибічником таких поглядів був відомий український церковний діяч Феофан (Прокопович). Врешті-решт завдяки просвітницьким ідеям середньовічний Підданий перетворився на Громадянина. Та рецепція історичної Людини в часі й просторі в межах просвітницького світобачення хибувала одноманітністю й схематизмом представлення, наприклад, такою була його ідея космополітизму. Втім, уже в межах пізньопросвітницького раціоналізму визрівав скептицизм щодо уявлень про однорідність людської природи як частини загального універсуму, який репрезентували преромантики Й.-Г.Гердер, Ж.-Ж.Руссо та ін.

## Післянаполеонівська доба
У післянаполеонівську добу європейської історії поширився романтизм, який продукував перенесення пріоритетів із самодостатнього культу Розуму на своєрідність і множинність культурно-національних укладів життя, з апології незмінності побутування історичної людини на повсюдний колорит місця і часу, властивий кожній епосі, а відповідно й особистості. Та найголовніше — у полі романтичних систем світобачення опинилася історична людина з розмаїтими та унікальними проявами національного і соціального буття, самобутніми, індивідуальними реакціями, яка остаточно зруйнувала логічні й універсальні схеми, тотально підважила просвітницький потяг до абстрактних розумувань і уявлень. Відтак в європейське історіописання ввійшов новий тип особистості — романтичний герой, який часто-густо мав певне месіанське призначення (врятувати народ від іноземних загарбників, побороти несправедливість знаті, захистити етнонаціональну самобутність тощо). Проте, якщо в просвітницьких візіях циркулювала думка про усвідомленість дій особистості, то в романтичному представленні досить часто побутувала теза про її інстинктивні хотіння й прагнення, нав'язувалася домінація колориту місця й часу. Прикладом такого підходу є «Історія герцогів Бургундських з дому Валуа» французького історика П. де Баранта. З'явилася й низка історичних концепцій, які тлумачили призначення О. в і. у відповідному дусі, приміром, відома візія «культу героїв» англійського філософа Т.Карлейля. Постали питання про співвіднесення ритму буття, часу історичного не тільки з масовим, колективним героєм — народом/нацією, а і з життям окремої особистості, її складними світовідчуваннями й реакціями. В українському історіописанні романтичні візії минувшини репрезентували М.Костомаров (напр., його монографія «Богдан Хмельницький»), П.Куліш, М.Максимович та ін.

## Вплив позитивізму
Засадну трансформацію уявлень щодо ролі О. в і. пов'язують із хвилею першого позитивізму О.Конта та Г.Спенсера, яка висунула тезу про надзвичайну віру в силу знання й людського інтелекту, начебто спроможного осягнути всі таємниці природи та суспільного розвитку. Відтак життєві сценарії та соціальні практики особистості в позитивістському світобаченні підпорядковувалися логіці загальних суспільних законів чи детермінізму. За позитивістськими стратегіями дії, зрештою суспільні практики особистості мали бути зведені до відповідних тенденцій, чинників та передумов. Приміром, досить поширеною є відома теза О.Конта про «історію без імен», хоч така думка була не дуже популярною поміж істориками-позитивістами.

## Початок XX століття
Наприкінці 19 — на початку 20 ст. європейська соціогуманітаристика повернулася до ідеалістичних, ірраціональних стратегій пояснення історичного буття, а за великим рахунком — до інтуїтивного способу мислення. Відбулася персоніфікація історичних особистостей, які відтепер репрезентували стихійні хотіння, інстинкти, колективну волю, емоційні переживання певних соціальних спільнот у неоромантичних візіях історії, що набули неабиякої популярності в «недержавних» чи «скривджених» націй. Як приклад такого розуміння ролі особистостей в історії можна навести дослідження В.Липинського, його «культ жертвенних героїв» і «великої людини».
У 1-й третині 20 ст. соціогуманітаристика потрапила в силові поля неокантіанського та соціологічного поворотів, які суттєво змінили палітру уявлень про особистість та її роль на історичних теренах. Протилежні варіації таких уявлень зазвичай втілювалися в концепціях сингуляризму («соціального атомізму»), себто потрактування суспільства як сукупності особистостей, та універсалізму («колективізму»), що тлумачив суспільства як спільноти, які неможливо звести до окремих особистостей. Із поширенням у 1920-х рр. догматів вульгаризованого марксизму — т. зв. марксизму-ленінізму — в українському історіописанні на обширах УСРР запанували соціологізовані візії історії, які зводили призначення О. в і. до концепту «масової людини», включеної до певного процесу чи явища. Від 1930-х рр. ці візії поступилися висунутими радянським режимом ідеологічними канонами, у межах яких роль О. в і. визначалася за її «поступовістю» чи «реакційністю» щодо теорії класової боротьби чи поточної ідеологічної кон'юнктури. За часів сталінського режиму суспільні практики особистості знівелювалися до відомої моделі «соціального гвинтика» тоталітарної системи. Натомість у західній соціогуманітаристиці після 1945 поширилися філософські течії (екзистенціалізм, персоналізм та ін.), зорієнтовані на всебічне розкриття культурного й духовного потенціалу особистості, зокрема стосовно переоцінки її соціальних практик, життєвого сценарію, врешті-решт навіть незначних ролей (т. зв. мікроролей) на історичних підмостках.

## Середина XX століття, глобалістична доба
На зламі 1950—60-х рр. потужний вплив на західну історичну думку справив антропологічний поворот, який змусив гуманітаріїв, зокрема істориків, розглядати особистість у новітніх контекстах: конструювання відповідних інститутів і структур, середовища побутування й навіть свідомості, ментальності, ієрархії цінностей тощо. Нині в західній соціогуманітаристиці інтенсивно дискутуються питання, пов'язані з дискурсивними практиками, рольовими моделями, стилями життя особистості в постіндустріальну та глобалістичну добу, зокрема з постмодерністським поворотом. Щодо особистості в сучасній історії, то ситуація постмодерну зумовлює небачену досі синхронізацію історичного часу, принаймні його суб'єктивних темпоральних вимірів. Прикладом цього є одночасне співіснування в єдиному глобалістичному просторі особистості, включеної в різні часові ролі: суду шаріату та міжнародних космічних місій, джихаду й генетичних досліджень, кастового поділу і тотального космополітизму, пов'язаних із первісними ритуалами суспільних практик аборигенів та користування мережею Інтернет, тощо. В українській соціогуманітаристиці новітні візії та ревізії щодо місця й ролі особистості в минулому, сучасному та майбутті поширилися лише в пострадянську добу.